# Joseph-Émile Barbier
Joseph-Émile Barbier (1839-1889) fue un astrónomo y matemático francés, conocido por el teorema de Barbier sobre el perímetro de curvas de ancho constante.

## Biografía
Barbier nació el 18 de marzo de 1839 en Saint-Hilaire-Cottes, Paso de Calais, en el norte de Francia. Estudió en el Colegio de Saint-Omer, también en Paso de Calais, y luego en el Liceo Henri-IV de París. Ingresó en la Escuela Normal Superior en 1857, y terminó sus estudios allí en 1860, el mismo año en el que publicó el artículo que contenía su teorema sobre curvas de ancho constante. En este artículo también presentó una solución al problema de la aguja de Buffon, conocido como el fideo de Buffon, que evitaba el uso de integrales.
Comenzó a enseñar en un liceo de Niza, pero no tuvo éxito y pronto pasó a ocupar un puesto como astrónomo asistente en el Observatorio de París. Dejó el puesto en 1865 y en 1880 Joseph Louis François Bertrand lo encontró en el asilo de Charenton . Bertrand consiguió el apoyo de Barbier y lo animó a volver a publicar matemáticas.
En este último período de su trabajo, publicó diez artículos más.  Contribuyó a los estudios de combinatoria de Bertrand  y anunció una generalización del teorema de votación de Bertrand.  La Academia Francesa de Ciencias le otorgó el Premio Francoeur por su investigación matemática durante varios años.
Barbier murió el 28 de enero de 1889 en Saint-Genest , Loira.